# Chaunoproctus longipilosus
Chaunoproctus longipilosus är en kvalsterart som först beskrevs av Sandór Mahunka 1974.  Chaunoproctus longipilosus ingår i släktet Chaunoproctus och familjen Caloppiidae. Inga underarter finns listade i Catalogue of Life.